# Brachionus angularis
Brachionus angularis är en hjuldjursart som beskrevs av Gosse 1851. Brachionus angularis ingår i släktet Brachionus och familjen Brachionidae. Arten är reproducerande i Sverige.

## Underarter
Arten delas in i följande underarter:
- B. a. angularis
- B. a. bidens